# Awesome as Fuck
Awesome as Fuck (ook bekend als Awesome as F**k) is een live cd/dvd van de band Green Day. Het album werd uitgebracht op 18 maart 2011 en bevat verschillende nummers uit de 21st Century Breakdown World Tour. Iedere show uit de 21st Century Breakdown World Tour werd opgenomen, uit dit materiaal werd de cd tracklist gekozen door de leden van Green Day. De dvd is volledig opgenomen in Tokio.

## Tracklist
Op 12 januari werd de tracklist aangekondigd op de website van Green Day.

| Nr. | Titel                             | Locatie van opname                          | Duur |
| --- | --------------------------------- | ------------------------------------------- | ---- |
| 1.  | 21st Century Breakdown            | Londen, Engeland, Verenigd Koninkrijk       | 5:52 |
| 2.  | Know Your Enemy                   | Manchester, Engeland, Verenigd Koninkrijk   | 4:50 |
| 3.  | East Jesus Nowhere                | Glasgow, Schotland, Verenigd Koninkrijk     | 5:08 |
| 4.  | Holiday                           | Dublin, Ierland                             | 4:16 |
| 5.  | ¡Viva la Gloria!                  | Dallas, Texas, Verenigde Staten             | 4:11 |
| 6.  | Cigarettes and Valentines         | Phoenix, Arizona, Verenigde Staten          | 2:44 |
| 7.  | Burnout                           | Irvine, Californië, Verenigde Staten        | 2:17 |
| 8.  | Going to Pasalacqua               | Chula Vista, Californië, Verenigde Staten   | 4:01 |
| 9.  | J.A.R.                            | Detroit, Michigan, Verenigde Staten         | 2:44 |
| 10. | Who Wrote Holden Caulfield?       | New York, Verenigde Staten                  | 3:22 |
| 11. | Geek Stink Breath                 | Saitama-shi, Japan                          | 2:08 |
| 12. | When I Come Around                | Berlijn, Duitsland                          | 3:11 |
| 13. | She                               | Brisbane, Australië                         | 2:40 |
| 14. | 21 Guns                           | Mountain View, Californië, Verenigde Staten | 5:56 |
| 15. | American Idiot                    | Montreal, Quebec                            | 4:23 |
| 16. | Wake Me Up When September Ends    | Nickelsdorf, Oostenrijk                     | 3:12 |
| 17. | Good Riddance (Time of Your Life) | Nickelsdorf, Oostenrijk                     | 2:57 |

| Nr. | Titel                                                            | Duur |
| --- | ---------------------------------------------------------------- | ---- |
| 1.  | 21st Century Breakdown                                           |      |
| 2.  | Know Your Enemy                                                  |      |
| 3.  | East Jesus Nowhere                                               |      |
| 4.  | Holiday                                                          |      |
| 5.  | Static Age                                                       |      |
| 6.  | ¡Viva la Gloria!                                                 |      |
| 7.  | Boulevard of Broken Dreams                                       |      |
| 8.  | Burnout                                                          |      |
| 9.  | Geek Stink Breath                                                |      |
| 10. | Welcome to Paradise                                              |      |
| 11. | When I Come Around                                               |      |
| 12. | My Generation (Cover van The Who)                                |      |
| 13. | She                                                              |      |
| 14. | 21 Guns                                                          |      |
| 15. | American Eulogy                                                  |      |
| 16. | Jesus of Suburbia                                                |      |
| 17. | Good Riddance (Time of your Life)                                |      |
| 18. | Cigarettes and Valentines (Bonus video, niet opgenomen in Tokio) |      |

## Hitnoteringen

### NederlandseAlbum Top 100
| Hitnotering: 26-03-2011 t/m 07-05-2011 | Hitnotering: 26-03-2011 t/m 07-05-2011 | Hitnotering: 26-03-2011 t/m 07-05-2011 | Hitnotering: 26-03-2011 t/m 07-05-2011 | Hitnotering: 26-03-2011 t/m 07-05-2011 | Hitnotering: 26-03-2011 t/m 07-05-2011 | Hitnotering: 26-03-2011 t/m 07-05-2011 | Hitnotering: 26-03-2011 t/m 07-05-2011 | Hitnotering: 26-03-2011 t/m 07-05-2011 |
| Week:                                  | 1                                      | 2                                      | 3                                      | 4                                      | 5                                      | 6                                      | 7                                      |                                        |
| -------------------------------------- | -------------------------------------- | -------------------------------------- | -------------------------------------- | -------------------------------------- | -------------------------------------- | -------------------------------------- | -------------------------------------- | -------------------------------------- |
| Positie:                               | 9                                      | 37                                     | 46                                     | 66                                     | 80                                     | 88                                     | 94                                     | uit                                    |

### VlaamseUltratop 100Albums
| Hitnotering: 26-03-2011 t/m 14-05-2011 | Hitnotering: 26-03-2011 t/m 14-05-2011 | Hitnotering: 26-03-2011 t/m 14-05-2011 | Hitnotering: 26-03-2011 t/m 14-05-2011 | Hitnotering: 26-03-2011 t/m 14-05-2011 | Hitnotering: 26-03-2011 t/m 14-05-2011 | Hitnotering: 26-03-2011 t/m 14-05-2011 | Hitnotering: 26-03-2011 t/m 14-05-2011 | Hitnotering: 26-03-2011 t/m 14-05-2011 | Hitnotering: 26-03-2011 t/m 14-05-2011 |
| Week:                                  | 1                                      | 2                                      | 3                                      | 4                                      | 5                                      | 6                                      | 7                                      | 8                                      |                                        |
| -------------------------------------- | -------------------------------------- | -------------------------------------- | -------------------------------------- | -------------------------------------- | -------------------------------------- | -------------------------------------- | -------------------------------------- | -------------------------------------- | -------------------------------------- |
| Positie:                               | 31                                     | 19                                     | 32                                     | 52                                     | 59                                     | 65                                     | 72                                     | 96                                     | uit                                    |